# Arizelocichla
Arizelocichla és un gènere d'ocells de la família dels picnonòtids (Pycnonotidae) habitant dels boscos d'Àfrica subsahariana. Aquests ocells eren inclosos al gènere Andropadus.

## Taxonomia
Un estudi filogenètic molecular publicat el 2007 exposa que el gènere Andropadus era polifilètic. Com a part d'una reorganització per crear gèneres monofilètics, 12 espècies d'Andropadus van ser traslladades al gènere ressuscitat Arizelocichla que havia estat introduït el 1905 per l'ornitòleg nord-americà Harry C. Oberholser amb el Arizelocichla nigriceps com a espècie tipus. El nom Arizelocichla combina el grec antic arizēlos que significa "conspicu" o "admirable" amb kikhlē que significa "tord".
Segons la classificació del Congrés Ornitològic Internacional 13.2, aquestgènere conté 12 espècies:
- Arizelocichla chlorigula - Bulbul verdós gorjagroc.
- Arizelocichla fusciceps - Bulbul verdós capfosc.
- Arizelocichla kakamegae.
- Arizelocichla kikuyuensis.
- Arizelocichla masukuensis - bulbul verdós de Shelley.
- Arizelocichla milanjensis - Bulbul verdós del Mulanje.
- Arizelocichla montana - Bulbul verdós del Camerun.
- Arizelocichla neumanni - Bulbul verdós dels Uluguru.
- Arizelocichla nigriceps - Bulbul verdós muntanyenc.
- Arizelocichla olivaceiceps.
- Arizelocichla striifacies - Bulbul verdós galta-ratllat.
- Arizelocichla tephrolaema - Bulbul verdós gorjagrís.

Tanmateix, el Handook of the Birds of the World i la quarta versió de la irdLife International Checklist of the birds of the world (desembre 2019), compten que Arizelocichla té nou espècies, car consideren les següents divergències taxonòmiques:
- Arizelocichla kakamegae és considerat una subespècie del bulbul verdós de Shelley (A. masukuensis kakamegae).
- Arizelocichla kikuyuensis és considerat una subespècie del bulbul verdós muntanyenc (A. nigriceps kikuyuensis).
- Arizelocichla olivaceiceps és considerat una subespècie del bulbul verdós galta-ratllat (A. striifacies olivaceiceps).